# 1769
1769 (MDCCLXIX) fue un año común comenzado en domingo según el calendario gregoriano.

## Acontecimientos
- 1 de mayo: Mozart estrena La ingenua fingida en Salzburgo.
- 14 de mayo: Carlos III de España envía misioneros franciscanos a California fundando San Diego, Santa Bárbara, San Francisco y Monterey, comenzando la colonización del territorio.
- 15 de febrero-19 de mayo: en Roma, tiene lugar el cónclave para elegir un nuevo pontífice tras la muerte del papa Clemente XIII.
- 19 de mayo: en Roma, el cardenal Ganganelli es elegido papa con el nombre de Clemente XIV.
- 3 de junio: Se produce un tránsito de Venus seguido por un eclipse solar.
- 31 de agosto: Se funda la ciudad de Guaymas, Sonora, México.
- 24 de octubre: en España se observa una aurora boreal.[1]
- 14 de noviembre: en Escocia se registra un terremoto que deja «muchos» muertos.
- Córcega es anexada por Francia.

## Ciencia y tecnología
- James Watt patenta su primera máquina de vapor (Beelzebub), una bomba automática basada en la de Newcomen, y mejorada mediante la adición de cámaras de condensación que aumentaban notablemente su rendimiento.
- Richard Arkwright patenta la hiladora hidráulica Water Frame.

## Nacimientos
- 10 de enero: Michel Ney, mariscal francés (f. 1815)
- 21 de enero: Ignacio Allende, militar mexicano (f. 1811)
- 9 de marzo: Nicolas Jean de Dieu Soult, militar francés (f. 1851)
- 4 de mayo: Sir Thomas Lawrence, retratista inglés.
- 8 de mayo: Sta. Mercedes (Profesora en la compañía de María Jerez)
- 15 de agosto: Napoleón Bonaparte, militar y emperador francés (f. 1821)
- 14 de septiembre: Alexander von Humboldt, naturalista y explorador prusiano.
- 14 de diciembre: Paul Thiébault, militar francés (f. 1845)
- Fray José Rosauro Acuña Chacón, médico y patriota chileno.
- 17 de diciembre: Katherine Petrova, última del linaje Petrova.
- 28 de octubre: Simón Rodríguez, maestro y amigo de Simón Bolívar.
- 1 de noviembre: Mariano de Liñán y Morelló, eclesiástico y teólogo español.

## Fallecimientos
- 2 de febrero: Clemente XIII, papa italiano.